# Anacamptodon africanus
Anacamptodon africanus là một loài Rêu trong họ Fabroniaceae. Loài này được P. de la Varde mô tả khoa học đầu tiên năm 1928.